# Attheyella brehmi
Attheyella brehmi är en kräftdjursart som först beskrevs av Hartford Hammond Keifer 1929.  Attheyella brehmi ingår i släktet Attheyella och familjen Canthocamptidae. Inga underarter finns listade i Catalogue of Life.